# José Luís Arnaut
José Luís Fazenda Arnaut Duarte, né le 4 mars 1963 à Covilhã, est un homme politique portugais membre du Parti social-démocrate (PPD/PSD).
Député de 1999 à 2011, il est ministre adjoint du Premier ministre entre 2002 et 2004 et ministre du Développement régional de 2004 à 2005.

## Biographie

### Jeunesse et formation
Bien qu'il soit né à Covilhã, dans le district de Castelo Branco, il passe son enfance à Sintra, dans le district de Lisbonne. Il étudie ensuite le droit à l'université Lusíada de Lisbonne et y passe sa licence avec succès en 1987.
Il accomplit ensuite son stage d'avocat dans le cabinet des anciens ministres Rui Machete et Rui Pena.

### Début de parcours professionnel
Admis dans la profession, il entreprend un diplôme d'études supérieures spécialisées (DESS) de propriété industrielle à l'université Robert-Schuman de Strasbourg, qu'il réussit en 1991. Il devient l'année suivante administrateur de l'Office européen des brevets (OEB) et à l'Office de l'harmonisation dans le marché intérieur (OHMI).
Au cours de l'année 1994, il est nommé par le secrétaire d'État chargé de la Culture Pedro Santana Lopes administrateur de la société chargée d'organiser les événements liées au choix de Lisbonne comme capitale européenne de la culture de l'année. Parallèlement, il est élu vice-président de l'Association nationale des jeunes avocats portugais (AJAP), poste qu'il occupe quatre années.

### Une ascension politique fulgurante
À l'occasion du XVIIIe congrès national du Parti social-démocrate à Santa Maria da Feira en mars 1996, il est élu à la commission politique nationale. Le nouveau président du parti Marcelo Rebelo de Sousa le désigne coordinateur de la commission. Il n'y est cependant pas réélu lors du XXe congrès, deux ans plus tard.
Toutefois, le 2 mai 1999, lors du XXIIe congrès national à Coimbra, il est choisi par José Manuel Durão Barroso, qui prend la succession de Rebelo de Sousa, comme secrétaire général du PPD/PSD. Placé en quatrième position sur la liste sociale-démocrate dans le district de Lisbonne, il est élu député à l'Assemblée de la République lors des élections législatives du 10 octobre suivant, remportées par le Parti socialiste (PS).
Il est réélu au secrétariat général lors du XXIIIe congrès, en février 2000 à Viseu.

### Ministre de Barroso puis Santana Lopes
Pour les élections législatives anticipées du 17 mars 2002, il est placé en tête de liste dans le district de Viseu. Avec un score de 52 % des voix, il fait élire 5 députés sur les 8 sièges attribués à sa circonscription.
Le 6 avril suivant, José Luís Arnaut est nommé ministre adjoint du Premier ministre dans le gouvernement de José Manuel Durão Barroso. Il est chargé de la tutelle des questions de jeunesse et sports. À peine trois mois plus tard, en juillet, il est réélu secrétaire général du PPD/PSD lors du XXIVe congrès national, à Lisbonne. À l'occasion du XXVe congrès national, qui se réunit en mai 2004 à Oliveira de Azeméis, il cède le secrétariat général du parti à Miguel Relvas et devient vice-président.
À la suite de la nomination de Durão Barrosso comme président de la Commission européenne, le maire de la capitale Pedro Santana Lopes le remplace en tant que Premier ministre. Le 17 juillet 2004, il forme son gouvernement dans lequel Arnaut occupe le poste de ministre des Villes, de l'Administration locale, du Logement et du Développement régional. Il est reconduit dans ses fonctions de vice-président du Parti social-démocrate lors du XXVIe congrès national, qui se tient à Barcelos en novembre suivant.

### Retour dans l'opposition
Le manque d'autorité de Santana Lopes amène à la tenue d'élections anticipées le 20 février 2005. À nouveau tête de liste dans le district de Viseu, il ne remporte que 40 % des voix, ce qui lui attribue 4 sièges, autant que les socialistes qui remportent le scrutin au niveau national. À l'ouverture de la législature, il prend pour deux ans la présidence de la commission parlementaire des Affaires étrangères et des Communautés portugaises. Au mois d'avril, le XXVIIe congrès qui se tient à Pombal acte sa sortie de la direction du PPD/PSD.

### Fin de carrière
Les élections législatives du 27 septembre 2009 sont l'occasion de son dernier mandat. Dans le district de Viseu, où il conduit une dernière fois la liste sociale-démocrate, il parvient à repasser devant le PS, qui l'emporte sur l'ensemble du territoire, en nombre de voix avec 37,5 % des suffrages. Il est choisi à l'ouverture de la législature pour présider la commission de la Défense nationale.
Ne s'étant pas représenté aux élections législatives anticipées du 5 juin 2011, il quitte la vie politique et exerce de nouveau pleinement sa profession d'avocat.